# 投資信託定理
投資信託定理（とうししんたくていり、英: mutual fund theorem、または分離定理 英: separation theorem）とは、現代ポートフォリオ理論において、ある条件の下で、いくつかのある特定の投資信託を適切な割合で持つことが任意の投資家の最適ポートフォリオとなる定理である。ここで投資信託の数は個別の資産の数より小さくなくてはならない。また、投資信託は利用可能な資産から成る何らかの特定のベンチマークポートフォリオを参照している。投資信託定理の利点は二つある。第一に、関連した条件が満たされれば、投資家にとって多数の個別資産を購入するより少数の投資信託を購入するほうがたやすい（もしくは摩擦費用が小さい）だろうということである。第二に、理論的かつ実証的観点からすれば、もし関連した条件が満たされるのであれば、資産市場の機能としての含意、つまり資本資産価格モデルが導かれ、検証できるということである。

## 平均分散分析におけるポートフォリオ分離
もし資産の収益率が同時楕円分布（特別ケースとして同時正規分布を含む）に従い、所与の期待収益率の水準と整合的なその収益率の分散が最小となるポートフォリオを保持する投資家が存在するならば、ポートフォリオは平均分散分析の枠組みで分析可能である。平均分散分析の下で、ある特定の期待収益率を所与とした全ての最小分散ポートフォリオ（つまり、全ての効率的なポートフォリオ）は任意の二つのポートフォリオの組み合わせにより作られることを示すことができる。もし投資家の最適ポートフォリオの期待収益率が二つの効率的なベンチマークポートフォリオの間にあるのであれば、この投資家のポートフォリオはこれら二つのベンチマークポートフォリオを正の量だけ保持することで特徴づけることが可能である。

### 無リスク資産がない場合
2-ファンド分離定理を無リスク資産に投資できない状況で考えるために、行列計算を用いる。{\displaystyle \sigma ^{2}} をポートフォリオの収益率の分散とする。{\displaystyle \mu } を、分散を最小化するポートフォリオが満たすべき期待収益率の下限とする。{\displaystyle r} を投資可能な資産の期待収益率のベクトルとする。{\displaystyle X} を投資可能な資産に対して投資される富の量のベクトルとする。{\displaystyle W} をポートフォリオに分配される富の総量とする。{\displaystyle 1} を全ての要素が1であるベクトルとする。この時、所与の期待収益率の下で、ポートフォリオの収益率の分散を最小化する問題は次のように表すことができる。
Minimize {\displaystyle \sigma ^{2}}
subject to
{\displaystyle X^{T}r=\mu }
and
{\displaystyle X^{T}1=W}
ここで上の添え字 {\displaystyle ^{T}} は行列の転置を表す。目的関数におけるポートフォリオの収益率の分散は {\displaystyle \sigma ^{2}=X^{T}VX,} と書くことができ、{\displaystyle V} は個々の資産の収益率の、正値定符号な共分散行列である。この（二階条件を満たすことが示されるような）制約付き最適化問題のラグランジュ関数は
{\displaystyle L=X^{T}VX+2\lambda (\mu -X^{T}r)+2\eta (W-X^{T}1),}
であり、{\displaystyle \lambda } と {\displaystyle \eta } はラグランジュ乗数である。この問題は資産保有量を表す最適ベクトル {\displaystyle X} を導くことが可能で、ラグランジュ関数の{\displaystyle X}、{\displaystyle \lambda }、{\displaystyle \eta } についての微分がゼロに等しいとし、{\displaystyle X} についての一階条件を {\displaystyle \lambda } と {\displaystyle \eta } について暫定的に解き、それを他の一階条件に代入して {\displaystyle \lambda } と {\displaystyle \eta } をモデルのパラメーターについて解き、そしてそれらを暫定的な {\displaystyle X} の解に代入すればよい。結果は
{\displaystyle X^{\mathrm {opt} }={\frac {W}{\Delta }}[(r^{T}V^{-1}r)V^{-1}1-(1^{T}V^{-1}r)V^{-1}r]+{\frac {\mu }{\Delta }}[(1^{T}V^{-1}1)V^{-1}r-(r^{T}V^{-1}1)V^{-1}1]}
であり、ここで
{\displaystyle \Delta =(r^{T}V^{-1}r)(1^{T}V^{-1}1)-(r^{T}V^{-1}1)^{2}>0.}
である。単純化のために、よりコンパクトに書けば
{\displaystyle X^{\mathrm {opt} }=\alpha W+\beta \mu }
となり、ここで {\displaystyle \alpha } と {\displaystyle \beta } はモデルパラメーターに依存したパラメーターのベクトルである。今、ベンチマークとなる期待収益率 {\displaystyle \mu _{1}} と {\displaystyle \mu _{2}} によって作られる二つの効率的なベンチマークポートフォリオを考える。するとそれらは以下のように与えられる。
{\displaystyle X_{1}^{\mathrm {opt} }=\alpha W+\beta \mu _{1},}
{\displaystyle X_{2}^{\mathrm {opt} }=\alpha W+\beta \mu _{2}.}
任意の期待収益率水準 {\displaystyle \mu _{3}} の下での最適ポートフォリオは {\displaystyle X_{1}^{\mathrm {opt} }} と {\displaystyle X_{2}^{\mathrm {opt} }} の加重平均として以下のように書ける。
{\displaystyle X_{3}^{\mathrm {opt} }=\alpha W+\beta \mu _{3}={\frac {\mu _{3}-\mu _{2}}{\mu _{1}-\mu _{2}}}X_{1}^{\mathrm {opt} }+{\frac {\mu _{1}-\mu _{3}}{\mu _{1}-\mu _{2}}}X_{2}^{\mathrm {opt} }.}
この方程式は平均分散分析における2-ファンド分離定理を示している。幾何学的な解釈についてはマーコヴィッツの弾丸を参照。

### 無リスク資産がある場合
もし、無リスク資産が利用可能であるならば、再び2-ファンド分離定理を適用することができる。しかし、この場合、ファンドの一つは無リスク資産のみを含む非常に単純なファンドとして選ぶことが可能であり、他のファンドは無リスク資産を含まないものとして選ぶことができる（無リスク資産を"資金"とするならば、この形での分離定理は資金分離定理と呼ばれる）。つまり、平均分散的に効率的なポートフォリオは単純に無リスク資産と、リスク資産のみを含むある特定の効率的なファンドによって作られる。無リスク資産がある際には上の全ての資産の収益率の共分散行列 {\displaystyle V} の一つの行と列が0となるために、可逆でなくなるため、上の導出法を使うことはできない。代わりに以下のように問題をセットアップすることができる。
Minimize {\displaystyle \sigma ^{2}}
subject to
{\displaystyle (W-X^{T}1)r_{f}+X^{T}r=\mu ,}
ここで {\displaystyle r_{f}} は既知の無リスク資産の収益率であり、{\displaystyle X} はリスク資産の保有量を表すベクトル、そして {\displaystyle r} はリスク資産の期待収益率のベクトルである。最後の方程式の左辺はポートフォリオの期待収益率であり、{\displaystyle (W-X^{T}1)} は無リスク資産の保有量なので、初めの問題で分けられて導入されていたラグランジュ関数の制約を一つにまとめることができる。目的関数は {\displaystyle \sigma ^{2}=X^{T}VX} と書くことができ、{\displaystyle V} はリスク資産のみからなる共分散行列である。この最適化問題はリスク資産の保有量の最適ベクトルを導出することで示される。
{\displaystyle X^{\mathrm {opt} }={\frac {(\mu -Wr_{f})}{(r-1r_{f})^{T}V^{-1}(r-1r_{f})}}V^{-1}(r-1r_{f}).}
もちろん、{\displaystyle \mu =Wr_{f}} ならば、この解はゼロベクトルであり、このとき、全ての富を無リスク資産に投資する。無リスク資産へまったく投資しないポートフォリオは {\displaystyle \mu ={\tfrac {Wr^{T}V^{-1}(r-1r_{f})}{1^{T}V^{-1}(r-1r_{f})}}} の時に得られ、解は
{\displaystyle X^{*}={\frac {W}{1^{T}V^{-1}(r-1r_{f})}}V^{-1}(r-1r_{f})}
である。また、（上の2投資信託の場合で行った類推で）全てのリスク資産のポートフォリオベクトル（つまり、あらゆる {\displaystyle \mu } についての {\displaystyle X^{\mathrm {opt} }}）は後のベクトルとゼロベクトルの加重平均和として作られる。幾何学的な解釈については、現代ポートフォリオ理論を参照。

## 平均分散分析を用いないポートフォリオ分離
投資家が双曲的絶対的リスク回避 (HARA)（これには累級型効用関数、対数型効用関数、指数型効用関数が含まれる）を行うならば、平均分散分析を使うことなく分離定理が得られる。例えば、デイヴィッド・キャスとジョセフ・スティグリッツは1970年に2ファンド資金分離定理は全ての投資家が同じ指数であるHARA形効用を持つときに適用可能であることを示した:ch.4。
より近年では、Çanakoğlu と Özekici の動学的ポートフォリオ最適化モデルにおいて、投資家の初期の富の水準（投資家を区別する側面の一つである）はリスク資産のポートフォリオの最適構成に影響を与えないことが示されている。同様の結果が Schmedders によって与えられている。